# Torneo Apertura 2010 Liga de Ascenso
Fue el 31° torneo de la Liga de Ascenso de fútbol de México.
El Altamira FC ascendió a la Liga de Ascenso.

## Cambios
Altamira ascendió de la Segunda División de México.
 Indios de Ciudad Juárez descendió de la  Liga MX.
 Necaxa ascendió a la  Liga MX.
Potros Neza es renombrado  Atlante UTN.

 En negritas se encuentran resaltados los clubes recién llegados a la Liga de Ascenso Torneo Apertura 2010.

## Sistema de competición
Básicamente el sistema de calificación de este torneo será el mismo del Liga de Ascenso (México), se desarrollara en dos fases:
- Fase de calificación: Que se integra por las 17 jornadas del torneo.
- Fase final: Que se integra por los partidos de ida y vuelta, de semifinal y final.

### Fase de calificación
En la fase de calificación participan los 18 clubes de la Liga de Ascenso profesional jugando todos contra todos durante las 17 jornadas respectivas, a un solo partido. Se observará el sistema de puntos. La ubicación en la tabla general y en la tabla grupos está sujeta a lo siguiente:
- Por juego ganado se obtendrán tres puntos.
- Por juego empatado se obtendrá un punto.
- Por juego perdido no se otorgan puntos.

El orden de los clubes al final de la Fase de Calificación del torneo corresponderá a la suma de los puntos obtenidos por cada uno de ellos y se presentará en forma descendente. Si al finalizar las 17 jornadas del torneo, dos o más clubes estuviesen empatados en puntos, su posición en la Tabla General será determinada atendiendo a los siguientes criterios de desempate:
1. Mejor diferencia entre los goles anotados y recibidos.
2. Mayor número de goles anotados.
3. Marcadores particulares entre los clubes empatados.
4. Mayor número de goles anotados como visitante.
5. Sorteo.

### Fase final
Los siete clubes calificados para la fase final del torneo serán reubicados de acuerdo con el lugar que ocupen en la Tabla General al término de la jornada 17, correspondiéndole el puesto número uno al club mejor clasificado, y así sucesivamente hasta el número siete. Los partidos correspondientes a la Fase Final se desarrollarán a visita recíproca y los equipos mejor ubicados serán quienes reciban el partido de vuelta, en las siguientes etapas:
- El primer lugar pasa directo a semifinales
- Semifinales.
- Final.

En esta fase, en caso de empate en el marcador global (resultado del partido de ida y del partido de vuelta)el equipo mejor ubicado en la Tabla General de la Fase de Calificación será el que avance a la siguiente Fase.
En la final, en caso de empate en el marcador global, se añadirán dos periodos de 15 minutos y, en caso de mantenerse la igualada, se procederá a los tiros penales.
Esta edición del torneo de la Liga de Ascenso incrementará el número de equipos a 18.

## Ascensos y descensos
| Pos. | Descendido a la Segunda División |
| ---- | -------------------------------- |
| º    | No Hubo                          |

| Pos. | Ascendido al Liga de Ascenso de México |
| ---- | -------------------------------------- |
| ?º   | Altamira FC                            |

| Pos. | Descendido al Liga de Ascenso de México |
| ---- | --------------------------------------- |
| 17º  | C.F Indios                              |

| Pos. | Ascendido a la Primera División de México |
| ---- | ----------------------------------------- |
| 2º   | Necaxa                                    |

## Equipos participantes

### Equipos por entidad federativa
| Estado           | N.º | Equipos                     |
| ---------------- | --- | --------------------------- |
| Guanajuato       | 2   | Irapuato y León             |
| Veracruz         | 2   | Orizaba y Veracruz          |
| Tamaulipas       | 2   | Altamira y Correcaminos UAT |
| Estado de México | 1   | Atlante UTN                 |
| Michoacán        | 1   | La Piedad                   |
| Sinaloa          | 1   | Dorados                     |
| Puebla           | 1   | Lobos BUAP                  |
| Hidalgo          | 1   | Cruz Azul Hidalgo           |
| Morelos          | 1   | Pumas Morelos               |
| Durango          | 1   | Alacranes                   |
| Jalisco          | 1   | Leones Negros               |
| Baja California  | 1   | Tijuana                     |
| Sonora           | 1   | Guerreros                   |
| Yucatán          | 1   | Mérida                      |
| Chihuahua        | 1   | Indios                      |

### Información de los equipos participantes
| Club                                        | Ciudad                    | Entrenador                | Estadio                 | Aforo  |
| ------------------------------------------- | ------------------------- | ------------------------- | ----------------------- | ------ |
| Altamira F.C.                               | Altamira                  | Sergio Rubio              | Altamira                | 13,500 |
| Cruz Azul Hidalgo                           | Cd. Cooperativa Cruz Azul | Robert Dante Siboldi      | 10 de diciembre         | 17,000 |
| Correcaminos                                | Ciudad Victoria           | Jorge Vantolrá            | Marte R. Gómez          | 18,000 |
| Dorados de Sinaloa                          | Culiacán                  | Ricardo Rayas             | Banorte                 | 23,000 |
| Alacranes de Durango                        | Durango                   | Pablo Luna                | Francisco Zarco         | 14,500 |
| Guerreros FC de Hermosillo                  | Hermosillo                | José Treviño              | Héroe de Nacozari       | 22,500 |
| Indios de Ciudad Juárez                     | Ciudad Juárez             | Gabino Amparán            | Olímpico Benito Juárez  | 22,300 |
| Irapuato                                    | Irapuato                  | Ignacio Rodríguez         | Sergio León Chávez      | 35,000 |
| La Piedad                                   | La Piedad                 | Jorge Enrique Correa      | Juan N. López           | 18,000 |
| León                                        | León                      | Luis Carlos de Oliveira   | León                    | 35,000 |
| Lobos de la BUAP                            | Puebla                    | Carlos Alberto Poblete    | Cuauhtémoc              | 42.684 |
| Mérida F.C.                                 | Mérida                    | David Patiño              | Carlos Iturralde Rivero | 18,000 |
| Orizaba                                     | Orizaba                   | Cristóbal Ortega          | Socum                   | 10,000 |
| Potros Neza                                 | Ciudad Nezahualcóyotl     | Ignacio Antonio Rodríguez | Neza 86                 | 21,000 |
| Pumas Morelos                               | Cuernavaca                | José Luis Salgado         | Centenario              | 15,000 |
| Tijuana                                     | Tijuana                   | Joaquín del Olmo          | Caliente                | 18,332 |
| U de G                                      | Guadalajara               | Héctor Medrano            | Jalisco                 | 60 000 |
| Veracruz                                    | Veracruz                  | Sergio Bueno              | Luis "Pirata" Fuente    | 30 000 |
| Datos actualizados el 21 de agosto de 2010. |                           |                           |                         |        |

## Torneo Regular
- Horarios según el Tiempo del Centro de México (UTC -6, UTC -5 en verano).

| Pumas Morelos     | 0 - 0 | Mérida FC     | Centenario             | 17 de julio | 16:00 |
| 'Veracruz'        | 1 - 0 | Lobos BUAP    | Luis "Pirata" Fuente   | 17 de julio | 19:00 |
| 'Irapuato'        | 1 - 0 | Dorados       | Sergio León Chávez     | 17 de julio | 19:00 |
| 'Indios'          | 5 - 1 | Guerreros     | Olímpico Benito Juárez | 17 de julio | 20:00 |
| Correcaminos UAT  | 0 - 0 | Orizaba       | Marte R. Gómez         | 18 de julio | 11:00 |
| Cruz Azul Hidalgo | 0 - 0 | Durango       | 10 de diciembre        | 18 de julio | 12:00 |
| 'Atlante UTN'     | 4 - 2 | León          | Neza 86                | 18 de julio | 12:00 |
| 'Tijuana'         | 1 - 0 | Leones Negros | Caliente               | 18 de julio | 15:00 |
| La Piedad         | 1 - 1 | Altamira      | Juan N. López          | 18 de julio | 16:00 |

| Altamira      | 2 - 2 | Indios            | Altamira                | 24 de julio | 19:00 |
| León          | 1 - 1 | La Piedad         | León                    | 24 de julio | 20:00 |
| Leones Negros | 1 - 3 | 'Veracruz'        | Jalisco                 | 24 de julio | 20:45 |
| Orizaba       | 1 - 1 | Cruz Azul Hidalgo | Socum                   | 25 de julio | 16:00 |
| Durango       | 1 - 2 | Pumas Morelos     | Francisco Zarco         | 25 de julio | 19:00 |
| 'Mérida FC'   | 1 - 0 | Irapuato          | Carlos Iturralde Rivero | 25 de julio | 19:05 |
| 'Dorados'     | 2 - 1 | Atlante UTN       | Banorte                 | 25 de julio | 20:00 |
| 'Lobos BUAP'  | 2 - 1 | Correcaminos UAT  | Cuauhtémoc              | 26 de julio | 12:00 |
| Guerreros     | 0 - 0 | Tijuana           | Héroe de Nacozari       | 26 de julio | 13:00 |

| Leones Negros     | 2 - 2 | Guerreros        | Jalisco                | 30 de julio | 20:45 |
| Pumas Morelos     | 1 - 0 | Orizaba          | Centenario             | 31 de julio | 16:00 |
| Veracruz          | 0 - 0 | Correcaminos UAT | Luis "Pirata" Fuente   | 31 de julio | 19:00 |
| 'Indios'          | 1 - 0 | León             | Olímpico Benito Juárez | 31 de julio | 20:00 |
| Cruz Azul Hidalgo | 0 - 1 | 'Lobos BUAP'     | 10 de diciembre        | 1 de agosto | 12:00 |
| Irapuato          | 0 - 2 | 'Durango'        | Sergio León Chávez     | 1 de agosto | 12:00 |
| Atlante UTN       | 1 - 1 | Mérida FC        | Neza 86                | 1 de agosto | 12:00 |
| 'Tijuana'         | 1 - 0 | Altamira         | Caliente               | 1 de agosto | 15:00 |
| 'La Piedad'       | 2 - 1 | Dorados          | Juan N. López          | 1 de agosto | 16:00 |

| 'Altamira'       | 2 - 0 | Leones Negros     | Altamira                | 6 de agosto | 19:00 |
| Orizaba          | 0 - 1 | 'Irapuato'        | Socum                   | 7 de agosto | 16:00 |
| 'Durango'        | 1 - 0 | Atlante UTN       | Francisco Zarco         | 7 de agosto | 19:00 |
| Mérida FC        | 0 - 2 | 'La Piedad'       | Carlos Iturralde Rivero | 7 de agosto | 19:05 |
| León             | 1 - 2 | 'Tijuana'         | León                    | 7 de agosto | 20:00 |
| 'Dorados'        | 2 - 0 | Indios            | Banorte                 | 7 de agosto | 20:00 |
| Correcaminos UAT | 0 - 0 | Cruz Azul Hidalgo | Marte R. Gómez          | 8 de agosto | 11:00 |
| Lobos BUAP       | 1 - 1 | Pumas Morelos     | Cuauhtémoc              | 8 de agosto | 12:00 |
| Guerreros        | 0 - 2 | 'Veracruz'        | Héroe de Nacozari       | 9 de agosto | 13:00 |

| 'Leones Negros' | 1 - 0 | León              | Jalisco                | 13 de agosto | 20:45 |
| Pumas Morelos   | 1 - 0 | Correcaminos UAT  | Centenario             | 14 de agosto | 16:00 |
| Veracruz        | 1 - 1 | Cruz Azul Hidalgo | Luis "Pirata" Fuente   | 14 de agosto | 19:00 |
| 'Irapuato'      | 1 - 0 | Lobos BUAP        | Sergio León Chávez     | 14 de agosto | 19:00 |
| 'Indios'        | 3 - 2 | Mérida FC         | Olímpico Benito Juárez | 14 de agosto | 20:00 |
| Atlante UTN     | 1 - 5 | 'Orizaba'         | Neza 86                | 15 de agosto | 12:00 |
| Guerreros       | 2 - 2 | Altamira          | Héroe de Nacozari      | 15 de agosto | 13:00 |
| Tijuana         | 0 - 0 | Dorados           | Caliente               | 15 de agosto | 15:00 |
| La Piedad       | 1 - 4 | 'Durango'         | Juan N. López          | 15 de agosto | 16:00 |

| Altamira           | 0 - 1 | 'Veracruz'    | Altamira                | 20 de agosto | 19:00 |
| 'Orizaba'          | 3 - 1 | La Piedad     | Cuauhtémoc              | 21 de agosto | 16:00 |
| Durango            | 1 - 1 | Indios        | Francisco Zarco         | 21 de agosto | 19:00 |
| Mérida FC          | 0 - 0 | Tijuana       | Carlos Iturralde Rivero | 21 de agosto | 19:05 |
| Dorados            | 2 - 2 | Leones Negros | Banorte                 | 21 de agosto | 20:00 |
| León               | 2 - 3 | 'Guerreros'   | León                    | 21 de agosto | 20:00 |
| 'Correcaminos UAT' | 3 - 1 | Irapuato      | Marte R. Gómez          | 22 de agosto | 11:00 |
| 'Lobos BUAP'       | 4 - 1 | Atlante UTN   | Cuauhtémoc              | 22 de agosto | 12:00 |
| Cruz Azul Hidalgo  | 1 - 0 | Pumas Morelos | 10 de diciembre         | 22 de agosto | 12:00 |

| 'Altamira'      | 1 - 0 | León              | Altamira               | 27 de agosto | 19:00 |
| 'Leones Negros' | 6 - 0 | Mérida FC         | Jalisco                | 27 de agosto | 20:45 |
| Guerreros       | 1 - 1 | Dorados           | Héroe de Nacozari      | 28 de agosto | 17:00 |
| 'Irapuato'      | 2 - 1 | Cruz Azul Hidalgo | Sergio León Chávez     | 28 de agosto | 19:00 |
| Veracruz        | 2 - 2 | Pumas Morelos     | Luis "Pirata" Fuente   | 28 de agosto | 19:00 |
| 'Indios'        | 2 - 1 | Orizaba           | Olímpico Benito Juárez | 28 de agosto | 20:00 |
| 'Atlante UTN'   | 1 - 0 | Correcaminos UAT  | Neza 86                | 29 de agosto | 12:00 |
| 'Tijuana'       | 2 - 0 | Durango           | Caliente               | 29 de agosto | 15:00 |
| La Piedad       | 1 - 4 | 'Lobos BUAP'      | Juan N. López          | 29 de agosto | 16:00 |

| Pumas Morelos     | 1 - 1 | Irapuato      | Centenario              | 11 de septiembre | 16:00 |
| Orizaba           | 0 - 1 | 'Tijuana'     | Luis "Pirata" Fuente    | 11 de septiembre | 18:00 |
| 'Durango'         | 2 - 1 | Leones Negros | Francisco Zarco         | 11 de septiembre | 19:00 |
| Mérida FC         | 1 - 1 | Guerreros     | Carlos Iturralde Rivero | 11 de septiembre | 19:05 |
| Dorados           | 0 - 0 | Altamira      | Banorte                 | 11 de septiembre | 20:00 |
| León              | 2 - 2 | Veracruz      | León                    | 11 de septiembre | 20:00 |
| Correcaminos UAT  | 0 - 1 | 'La Piedad'   | Marte R. Gómez          | 12 de septiembre | 11:00 |
| Cruz Azul Hidalgo | 2 - 0 | Atlante UTN   | 10 de diciembre         | 12 de septiembre | 12:00 |
| 'Lobos BUAP'      | 2 - 0 | Indios        | Cuauhtémoc              | 12 de septiembre | 12:00 |

| 'Altamira'    | 2 - 0 | Mérida FC          | Altamira               | 17 de septiembre | 19:00 |
| Leones Negros | 1 - 2 | 'Orizaba'          | Jalisco                | 17 de septiembre | 20:45 |
| 'León'        | 3 - 0 | Dorados            | León                   | 18 de septiembre | 20:00 |
| Atlante UTN   | 1 - 2 | Pumas Morelos      | Neza 86                | 19 de septiembre | 12:00 |
| Tijuana       | 1 - 1 | Lobos BUAP         | Caliente               | 19 de septiembre | 15:00 |
| La Piedad     | 2 - 2 | Cruz Azul Hidalgo  | Juan N. López          | 19 de septiembre | 16:00 |
| Guerreros     | 0 - 0 | Durango            | Héroe de Nacozari      | 19 de septiembre | 18:00 |
| Indios        | 1 - 2 | 'Correcaminos UAT' | Olímpico Benito Juárez | 19 de septiembre | 19:00 |
| Veracruz      | 0 - 0 | Irapuato           | Luis "Pirata" Fuente   | 21 de septiembre | 20:00 |

| Pumas Morelos     | 1 - 1 | La Piedad     | Centenario              | 25 de septiembre | 16:00 |
| 'Orizaba'         | 2 - 1 | Guerreros     | Luis "Pirata" Fuente    | 25 de septiembre | 18:00 |
| 'Irapuato'        | 2 - 1 | Atlante UTN   | Sergio León Chávez      | 25 de septiembre | 19:00 |
| 'Durango'         | 4 - 2 | Altamira      | Francisco Zarco         | 25 de septiembre | 19:00 |
| Mérida FC         | 2 - 3 | 'León'        | Carlos Iturralde Rivero | 25 de septiembre | 19:05 |
| 'Dorados'         | 3 - 2 | Veracruz      | Banorte                 | 25 de septiembre | 20:00 |
| Correcaminos UAT  | 1 - 1 | Tijuana       | Marte R. Gómez          | 26 de septiembre | 11:00 |
| Cruz Azul Hidalgo | 1 - 1 | Indios        | 10 de diciembre         | 26 de septiembre | 12:00 |
| 'Lobos BUAP'      | 2 - 0 | Leones Negros | Cuauhtémoc              | 26 de septiembre | 12:00 |

| Altamira        | 1 - 3 | 'Orizaba'         | Altamira               | 1 de octubre | 19:00 |
| 'Leones Negros' | 2 - 1 | Correcaminos UAT  | Jalisco                | 1 de octubre | 20:45 |
| 'Veracruz'      | 3 - 0 | Atlante UTN       | Luis "Pirata" Fuente   | 2 de octubre | 19:00 |
| Indios          | 3 - 3 | Pumas Morelos     | Olímpico Benito Juárez | 2 de octubre | 20:00 |
| 'Dorados'       | 2 - 0 | Mérida FC         | Banorte                | 2 de octubre | 20:00 |
| 'León'          | 3 - 1 | Durango           | León                   | 2 de octubre | 20:00 |
| 'Tijuana'       | 1 - 0 | Cruz Azul Hidalgo | Caliente               | 3 de octubre | 15:00 |
| La Piedad       | 1 - 4 | 'Irapuato'        | Juan N. López          | 3 de octubre | 16:00 |
| 'Guerreros'     | 1 - 0 | Lobos BUAP        | Héroe de Nacozari      | 3 de octubre | 18:00 |

| Pumas Morelos     | 1 - 2 | 'Tijuana'     | Centenario              | 9 de octubre  | 16:00 |
| Orizaba           | 0 - 0 | León          | Luis "Pirata" Fuente    | 9 de octubre  | 18:00 |
| Irapuato          | 0 - 2 | 'Indios'      | Sergio León Chávez      | 9 de octubre  | 19:00 |
| 'Durango'         | 3 - 1 | Dorados       | Francisco Zarco         | 9 de octubre  | 19:00 |
| Mérida FC         | 0 - 1 | 'Veracruz'    | Carlos Iturralde Rivero | 9 de octubre  | 19:05 |
| Correcaminos UAT  | 0 - 1 | 'Guerreros'   | Marte R. Gómez          | 10 de octubre | 11:00 |
| Cruz Azul Hidalgo | 3 - 1 | Leones Negros | 10 de diciembre         | 10 de octubre | 12:00 |
| Lobos BUAP        | 0 - 1 | 'Altamira'    | Cuauhtémoc              | 10 de octubre | 12:00 |
| Atlante UTN       | 0 - 0 | La Piedad     | Neza 86                 | 10 de octubre | 12:00 |

| Altamira      | 1 - 1 | Correcaminos UAT  | Altamira                | 15 de octubre | 19:00 |
| Leones Negros | 1 - 1 | Pumas Morelos     | Jalisco                 | 15 de octubre | 20:45 |
| 'Guerreros'   | 1 - 0 | Cruz Azul Hidalgo | Héroe de Nacozari       | 16 de octubre | 18:00 |
| 'Veracruz'    | 2 - 0 | La Piedad         | Luis "Pirata" Fuente    | 16 de octubre | 19:00 |
| 'Mérida FC'   | 2 - 1 | Durango           | Carlos Iturralde Rivero | 16 de octubre | 19:05 |
| 'León'        | 3 - 1 | Lobos BUAP        | León                    | 16 de octubre | 20:00 |
| 'Indios'      | 3 - 2 | Atlante UTN       | Olímpico Benito Juárez  | 16 de octubre | 20:00 |
| 'Dorados'     | 2 - 1 | Orizaba           | Banorte                 | 16 de octubre | 20:00 |
| 'Tijuana'     | 2 - 1 | Irapuato          | Caliente                | 17 de octubre | 15:00 |

| Pumas Morelos     | 0 - 0 | Guerreros       | Centenario           | 23 de octubre | 16:00 |
| 'Orizaba'         | 2 - 1 | Mérida FC       | Luis "Pirata" Fuente | 23 de octubre | 18:00 |
| Durango           | 2 - 2 | Veracruz        | Francisco Zarco      | 23 de octubre | 19:00 |
| Irapuato          | 3 - 4 | 'Leones Negros' | Sergio León Chávez   | 23 de octubre | 19:00 |
| Correcaminos UAT  | 1 - 2 | 'León'          | Marte R. Gómez       | 24 de octubre | 11:00 |
| 'Lobos BUAP'      | 4 - 0 | Dorados         | Cuauhtémoc           | 24 de octubre | 12:00 |
| Cruz Azul Hidalgo | 1 - 1 | Altamira        | 10 de diciembre      | 24 de octubre | 12:00 |
| Atlante UTN       | 1 - 2 | 'Tijuana'       | Neza 86              | 24 de octubre | 12:00 |
| La Piedad         | 2 - 2 | Indios          | Juan N. López        | 24 de octubre | 16:00 |

| 'Altamira'    | 3 - 0 | Pumas Morelos     | Altamira                | 29 de octubre | 19:00 |
| Leones Negros | 1 - 1 | Atlante UTN       | Jalisco                 | 29 de octubre | 20:45 |
| Guerreros     | 1 - 2 | 'Irapuato'        | Héroe de Nacozari       | 30 de octubre | 18:00 |
| 'Durango'     | 1 - 0 | Orizaba           | Francisco Zarco         | 30 de octubre | 19:00 |
| Veracruz      | 3 - 4 | 'Indios'          | Luis "Pirata" Fuente    | 30 de octubre | 19:00 |
| Mérida FC     | 0 - 1 | 'Lobos BUAP'      | Carlos Iturralde Rivero | 30 de octubre | 19:05 |
| 'León'        | 1 - 0 | Cruz Azul Hidalgo | León                    | 30 de octubre | 20:00 |
| Dorados       | 2 - 2 | Correcaminos UAT  | Banorte                 | 30 de octubre | 20:00 |
| 'Tijuana'     | 1 - 0 | La Piedad         | Caliente                | 31 de octubre | 14:00 |

| Lobos BUAP        | 0 - 1 | 'Durango'     | Cuauhtémoc             | 5 de noviembre | 15:00 |
| Pumas Morelos     | 0 - 2 | 'León'        | Centenario             | 6 de noviembre | 16:00 |
| 'Indios'          | 1 - 0 | Tijuana       | Olímpico Benito Juárez | 6 de noviembre | 19:00 |
| Veracruz          | 0 - 1 | 'Orizaba'     | Luis "Pirata" Fuente   | 6 de noviembre | 19:00 |
| 'Irapuato'        | 3 - 2 | Altamira      | Sergio León Chávez     | 6 de noviembre | 19:00 |
| Correcaminos UAT  | 0 - 2 | 'Mérida FC'   | Marte R. Gómez         | 7 de noviembre | 11:00 |
| Cruz Azul Hidalgo | 4 - 2 | Dorados       | 10 de diciembre        | 7 de noviembre | 12:00 |
| Atlante UTN       | 1 - 2 | 'Guerreros'   | Neza 86                | 7 de noviembre | 12:00 |
| 'La Piedad'       | 4 - 0 | Leones Negros | Juan N. López          | 7 de noviembre | 16:00 |

| 'Altamira'      | 2 - 1 | Atlante UTN        | Altamira                | 12 de noviembre | 19:00 |
| 'Leones Negros' | 3 - 1 | Indios             | Jalisco                 | 12 de noviembre | 20:45 |
| 'Guerreros'     | 2 - 1 | La Piedad          | Héroe de Nacozari       | 13 de noviembre | 17:00 |
| Orizaba         | 0 - 0 | Lobos BUAP         | Luis "Pirata" Fuente    | 13 de noviembre | 18:00 |
| Durango         | 0 - 2 | 'Correcaminos UAT' | Francisco Zarco         | 13 de noviembre | 19:00 |
| Mérida FC       | 1 - 2 | Cruz Azul Hidalgo  | Carlos Iturralde Rivero | 13 de noviembre | 19:05 |
| León            | 1 - 1 | Irapuato           | León                    | 13 de noviembre | 20:00 |
| 'Dorados'       | 2 - 0 | Pumas Morelos      | Banorte                 | 13 de noviembre | 20:00 |
| 'Tijuana'       | 2 - 0 | Veracruz           | Caliente                | 14 de noviembre | 15:00 |

## Tabla General
| Pos. | Equipo            | Pts. | PJ | G  | E | P  | GF | GC | Dif. | Clasificación                   |
| ---- | ----------------- | ---- | -- | -- | - | -- | -- | -- | ---- | ------------------------------- |
| 1    | Tijuana (C)       | 38   | 17 | 11 | 5 | 1  | 19 | 7  | +12  | Semifinales de la liguilla      |
| 2    | Indios            | 29   | 17 | 8  | 5 | 4  | 32 | 27 | +5   | Cuartos de final de la liguilla |
| 3    | Durango           | 28   | 17 | 8  | 4 | 5  | 24 | 19 | +5   | Cuartos de final de la liguilla |
| 4    | Lobos BUAP        | 27   | 17 | 8  | 3 | 6  | 23 | 13 | +10  | Cuartos de final de la liguilla |
| 5    | Veracruz          | 27   | 17 | 7  | 6 | 4  | 25 | 18 | +7   | Cuartos de final de la liguilla |
| 6    | Irapuato          | 27   | 17 | 8  | 3 | 6  | 23 | 22 | +1   | Cuartos de final de la liguilla |
| 7    | Orizaba           | 25   | 17 | 7  | 4 | 6  | 21 | 15 | +6   | Cuartos de final de la liguilla |
| 8    | León              | 25   | 17 | 7  | 4 | 6  | 26 | 21 | +5   |                                 |
| 9    | Guerreros         | 25   | 17 | 6  | 7 | 4  | 19 | 21 | −2   | Desafiliado                     |
| 10   | Altamira          | 24   | 17 | 6  | 6 | 5  | 23 | 20 | +3   |                                 |
| 11   | Dorados           | 23   | 17 | 6  | 5 | 6  | 22 | 26 | −4   |                                 |
| 12   | Cruz Azul Hidalgo | 22   | 17 | 5  | 7 | 5  | 19 | 16 | +3   |                                 |
| 13   | Pumas Morelos     | 20   | 17 | 4  | 8 | 5  | 16 | 21 | −5   |                                 |
| 14   | Leones Negros     | 19   | 17 | 5  | 4 | 8  | 26 | 30 | −4   |                                 |
| 15   | La Piedad         | 18   | 17 | 4  | 6 | 7  | 21 | 28 | −7   |                                 |
| 16   | Correcaminos UAT  | 15   | 17 | 3  | 6 | 8  | 14 | 18 | −4   |                                 |
| 17   | Mérida            | 13   | 17 | 3  | 4 | 10 | 13 | 27 | −14  |                                 |
| 18   | Atlante UTN       | 9    | 17 | 2  | 3 | 12 | 17 | 34 | −17  |                                 |

 Fuente: [cita requerida]

## Tabla de descenso
| Resultados desde 2010-8-15 | Resultados desde 2010-8-15 | Resultados desde 2010-8-15 | Resultados desde 2010-8-15 | Resultados desde 2010-8-15 | Resultados desde 2010-8-15 | Resultados desde 2010-8-15 | Resultados desde 2010-8-15 | Resultados desde 2010-8-15 | Resultados desde 2010-8-15 |
| Equipo                     | Equipo                     | Apertura 2008              | Clausura 2009              | Apertura 2009              | Bicentenario 2010          | Apertura 2010              | Total                      | JJ                         | Cociente                   |
| -------------------------- | -------------------------- | -------------------------- | -------------------------- | -------------------------- | -------------------------- | -------------------------- | -------------------------- | -------------------------- | -------------------------- |
| 1                          | Tijuana                    | 32                         | 33                         | 20                         | 28                         | 35                         | 148                        | 80                         | 1.8500                     |
| 2                          | Indios de Ciudad Juárez    | 0                          | 0                          | 0                          | 0                          | 29                         | 29                         | 16                         | 1.8125                     |
| 3                          | León                       | 35                         | 23                         | 21                         | 34                         | 24                         | 137                        | 80                         | 1.7125                     |
| 4                          | Irapuato                   | 30                         | 20                         | 32                         | 23                         | 26                         | 131                        | 80                         | 1.6375                     |
| 5                          | Veracruz                   | 28                         | 30                         | 28                         | 15                         | 27                         | 128                        | 80                         | 1.6000                     |
| 6                          | Pumas Morelos              | 35                         | 24                         | 21                         | 26                         | 20                         | 126                        | 80                         | 1.5750                     |
| 7                          | Lobos BUAP                 | 21                         | 25                         | 28                         | 24                         | 26                         | 124                        | 80                         | 1.5500                     |
| 8                          | Mérida FC                  | 32                         | 30                         | 24                         | 22                         | 13                         | 121                        | 80                         | 1.5125                     |
| 9                          | Cruz Azul Hidalgo          | 24                         | 27                         | 25                         | 23                         | 19                         | 118                        | 80                         | 1.4750                     |
| 10                         | Dorados de Sinaloa         | 15                         | 31                         | 26                         | 19                         | 20                         | 111                        | 80                         | 1.3875                     |
| 11                         | Alacranes de Durango       | 20                         | 25                         | 20                         | 15                         | 28                         | 108                        | 80                         | 1.3500                     |
| 12                         | Correcaminos UAT           | 31                         | 20                         | 19                         | 24                         | 12                         | 106                        | 80                         | 1.3250                     |
| 13                         | Altamira FC                | 0                          | 0                          | 0                          | 0                          | 21                         | 21                         | 16                         | 1.3125                     |
| 14                         | La Piedad                  | 13                         | 26                         | 18                         | 25                         | 18                         | 100                        | 80                         | 1.2500                     |
| 15                         | Albinegros                 | 19                         | 20                         | 13                         | 22                         | 24                         | 98                         | 80                         | 1.2250                     |
| 16                         | Atlante UTN                | 11                         | 21                         | 24                         | 17                         | 9                          | 82                         | 80                         | 1.0250                     |
| 17                         | Leones Negros              | 19                         | 12                         | 13                         | 13                         | 16                         | 73                         | 80                         | 0.9125                     |
| 18                         | Guerreros FC               | 15                         | 15                         | 10                         | 10                         | 22                         | 72                         | 80                         | 0.9000                     |

 Nota: No habrá descenso en este Torneo Apertura 2010, sino hasta el Clausura 2011.

## Liguilla
|  | Cuartos de final                                                         | Cuartos de final                                                         | Cuartos de final                                                         | Cuartos de final                                                         | Cuartos de final                                                         |   |   | Semifinales                                                    | Semifinales                                                    | Semifinales                                                    | Semifinales                                                    | Semifinales                                                    |  |   | Final                                                        | Final                                                        | Final                                                        | Final                                                        | Final                                                        |  |
|  | 17 y 18 de noviembre de 2010 (ida) 20 y 21 de noviembre de 2010 (vuelta) | 17 y 18 de noviembre de 2010 (ida) 20 y 21 de noviembre de 2010 (vuelta) | 17 y 18 de noviembre de 2010 (ida) 20 y 21 de noviembre de 2010 (vuelta) | 17 y 18 de noviembre de 2010 (ida) 20 y 21 de noviembre de 2010 (vuelta) | 17 y 18 de noviembre de 2010 (ida) 20 y 21 de noviembre de 2010 (vuelta) |   |   | 25 de noviembre de 2010 (ida) 28 de noviembre de 2010 (vuelta) | 25 de noviembre de 2010 (ida) 28 de noviembre de 2010 (vuelta) | 25 de noviembre de 2010 (ida) 28 de noviembre de 2010 (vuelta) | 25 de noviembre de 2010 (ida) 28 de noviembre de 2010 (vuelta) | 25 de noviembre de 2010 (ida) 28 de noviembre de 2010 (vuelta) |  |   | 1 de diciembre de 2010 (ida) 4 de diciembre de 2010 (vuelta) | 1 de diciembre de 2010 (ida) 4 de diciembre de 2010 (vuelta) | 1 de diciembre de 2010 (ida) 4 de diciembre de 2010 (vuelta) | 1 de diciembre de 2010 (ida) 4 de diciembre de 2010 (vuelta) | 1 de diciembre de 2010 (ida) 4 de diciembre de 2010 (vuelta) |  |
|  |                                                                          |                                                                          |                                                                          |                                                                          |                                                                          |   |   |                                                                |                                                                |                                                                |                                                                |                                                                |  |   |                                                              |                                                              |                                                              |                                                              |                                                              |  |
|  |                                                                          |                                                                          |                                                                          |                                                                          |                                                                          |   |   |                                                                |                                                                |                                                                |                                                                |                                                                |  |   |                                                              |                                                              |                                                              |                                                              |                                                              |  |
|  |                                                                          |                                                                          |                                                                          |                                                                          |                                                                          |   |   |                                                                |                                                                |                                                                |                                                                |                                                                |  |   |                                                              |                                                              |                                                              |                                                              |                                                              |  |
|  |                                                                          |                                                                          |                                                                          |                                                                          |                                                                          |   |   |                                                                |                                                                |                                                                |                                                                |                                                                |  |   |                                                              |                                                              |                                                              |                                                              |                                                              |  |
|  |                                                                          |                                                                          |                                                                          |                                                                          |                                                                          |   |   |                                                                |                                                                |                                                                |                                                                |                                                                |  |   |                                                              |                                                              |                                                              |                                                              |                                                              |  |
|  |                                                                          | 1                                                                        | Tijuana (*)                                                              | 0                                                                        | 0                                                                        | 0 |   |                                                                |                                                                |                                                                |                                                                |                                                                |  |   |                                                              |                                                              |                                                              |                                                              |                                                              |  |
|  |                                                                          |                                                                          |                                                                          |                                                                          |                                                                          | 0 |   |                                                                |                                                                |                                                                |                                                                |                                                                |  |   |                                                              |                                                              |                                                              |                                                              |                                                              |  |
|  |                                                                          |                                                                          | 7                                                                        | Orizaba                                                                  | 0                                                                        | 0 | 0 |                                                                |                                                                |                                                                |                                                                |                                                                |  |   |                                                              |                                                              |                                                              |                                                              |                                                              |  |
|  | 2                                                                        | Indios                                                                   | 7                                                                        | Orizaba                                                                  | 0                                                                        | 0 | 0 | 0                                                              | 0                                                              | 0                                                              |                                                                |                                                                |  |   |                                                              |                                                              |                                                              |                                                              |                                                              |  |
|  | 2                                                                        | Indios                                                                   |                                                                          |                                                                          |                                                                          |   |   |                                                                |                                                                | 0                                                              |                                                                |                                                                |  |   |                                                              |                                                              |                                                              |                                                              |                                                              |  |
|  | 7                                                                        | Orizaba                                                                  | 1                                                                        | 1                                                                        | 2                                                                        |   |   |                                                                |                                                                |                                                                |                                                                |                                                                |  |   |                                                              |                                                              |                                                              |                                                              |                                                              |  |
|  | 7                                                                        | Orizaba                                                                  | 1                                                                        | 1                                                                        | 2                                                                        |   |   |                                                                |                                                                |                                                                |                                                                |                                                                |  | 1 | Tijuana                                                      | 2                                                            | 1                                                            | 3                                                            |                                                              |  |
|  |                                                                          |                                                                          |                                                                          |                                                                          |                                                                          |   |   |                                                                |                                                                |                                                                |                                                                |                                                                |  | 1 | Tijuana                                                      | 2                                                            | 1                                                            | 3                                                            |                                                              |  |
|  |                                                                          |                                                                          | 5                                                                        | Veracruz                                                                 | 0                                                                        | 0 | 0 |                                                                |                                                                |                                                                |                                                                |                                                                |  |   |                                                              |                                                              |                                                              |                                                              |                                                              |  |
|  | 4                                                                        | Lobos BUAP                                                               | 5                                                                        | Veracruz                                                                 | 0                                                                        | 0 | 0 | 1                                                              | 0                                                              | 1                                                              |                                                                |                                                                |  |   |                                                              |                                                              |                                                              |                                                              |                                                              |  |
|  | 4                                                                        | Lobos BUAP                                                               |                                                                          |                                                                          |                                                                          |   |   |                                                                |                                                                | 1                                                              |                                                                |                                                                |  |   |                                                              |                                                              |                                                              |                                                              |                                                              |  |
|  | 5                                                                        | Veracruz                                                                 | 1                                                                        | 1                                                                        | 2                                                                        |   |   |                                                                |                                                                |                                                                |                                                                |                                                                |  |   |                                                              |                                                              |                                                              |                                                              |                                                              |  |
|  | 5                                                                        | Veracruz                                                                 | 1                                                                        | 1                                                                        | 2                                                                        |   | 5 | Veracruz (*)                                                   | 0                                                              | 3                                                              | 3                                                              |                                                                |  |   |                                                              |                                                              |                                                              |                                                              |                                                              |  |
|  |                                                                          |                                                                          |                                                                          |                                                                          |                                                                          |   | 5 | Veracruz (*)                                                   | 0                                                              | 3                                                              | 3                                                              |                                                                |  |   |                                                              |                                                              |                                                              |                                                              |                                                              |  |
|  |                                                                          |                                                                          | 6                                                                        | Irapuato                                                                 | 2                                                                        | 1 | 3 |                                                                |                                                                |                                                                |                                                                |                                                                |  |   |                                                              |                                                              |                                                              |                                                              |                                                              |  |
|  | 3                                                                        | Durango                                                                  | 6                                                                        | Irapuato                                                                 | 2                                                                        | 1 | 3 | 0                                                              | 3                                                              | 3                                                              |                                                                |                                                                |  |   |                                                              |                                                              |                                                              |                                                              |                                                              |  |
|  | 3                                                                        | Durango                                                                  |                                                                          |                                                                          |                                                                          |   |   |                                                                |                                                                | 3                                                              |                                                                |                                                                |  |   |                                                              |                                                              |                                                              |                                                              |                                                              |  |
|  | 6                                                                        | Irapuato                                                                 | 2                                                                        | 2                                                                        | 4                                                                        |   |   |                                                                |                                                                |                                                                |                                                                |                                                                |  |   |                                                              |                                                              |                                                              |                                                              |                                                              |  |
|  | 6                                                                        | Irapuato                                                                 | 2                                                                        | 2                                                                        | 4                                                                        |   |   |                                                                |                                                                |                                                                |                                                                |                                                                |  |   |                                                              |                                                              |                                                              |                                                              |                                                              |  |
|  |                                                                          |                                                                          |                                                                          |                                                                          |                                                                          |   |   |                                                                |                                                                |                                                                |                                                                |                                                                |  |   |                                                              |                                                              |                                                              |                                                              |                                                              |  |

- (*) Avanza por su posición en la tabla general.

### Cuartos de final
|  | 8° |  | Tijuana |  |  |

|                                                                      | Tijuana |  | 8° |  |  |
| Tijuana avanza a semifinales por ser líder general de la competencia |         |  |    |  |  |

| 17 de noviembre, 19:00 | Albinegros  | 1:0     | Indios | Estadio Luis "Pirata" Fuente, Veracruz |                                       |
|                        | Cavallo 29' | Reporte |        | Árbitro(s): Víctor Bisguerra Mendiola  | Árbitro(s): Víctor Bisguerra Mendiola |

| 20 de noviembre, 19:00                                      | Indios | 0:1     | Albinegros | Estadio Olímpico Benito Juárez, Ciudad Juárez |                                   |
|                                                             |        | Reporte | Olsina 64' | Árbitro(s): Antony Zanjuampa Rojo             | Árbitro(s): Antony Zanjuampa Rojo |
| Con marcador global de 2-0, Albinegros avanza a semifinales |        |         |            |                                               |                                   |

| 17 de noviembre, 20:45 | Irapuato                  | 2:0     | Durango | Estadio Sergio León Chávez, Irapuato     |                                          |
|                        | Alvarado 46' · Blanco 81' | Reporte |         | Árbitro(s): León Vicente Barajas Anzures | Árbitro(s): León Vicente Barajas Anzures |

| 20 de noviembre, 19:00                                    | Durango              | 3:2     | Irapuato                 | Estadio Francisco Zarco, Durango      |                                       |
|                                                           | Pacheco 1', 10', 32' | Reporte | López 23' · González 80' | Árbitro(s): Jorge Antonio Pérez Durán | Árbitro(s): Jorge Antonio Pérez Durán |
| Con marcador global de 4-3, Irapuato avanza a semifinales |                      |         |                          |                                       |                                       |

| 18 de noviembre, 19:00 | Veracruz  | 1:1     | Lobos BUAP | Estadio Luis "Pirata" Fuente, Veracruz |                                        |
|                        | Bravo 72' | Reporte | Sara 82'   | Árbitro(s): Erick Yair Miranda Galindo | Árbitro(s): Erick Yair Miranda Galindo |

| 21 de noviembre, 17:00                                    | Lobos BUAP | 0:1     | Veracruz  | Estadio Cuauhtémoc, Puebla |  |
|                                                           |            | Reporte | Rojas 12' |                            |  |
| Con marcador global de 2-1, Veracruz avanza a semifinales |            |         |           |                            |  |

### Semifinales
| 25 de noviembre, 19:00 | Albinegros | 0:0     | Tijuana | Estadio Luis "Pirata" Fuente, Veracruz, Veracruz |                                       |
|                        |            | Reporte |         | Árbitro(s): Victor Bisquerra Mendiola            | Árbitro(s): Victor Bisquerra Mendiola |

| 28 de noviembre, 13:00                                                                                   | Tijuana | 0:0     | Albinegros | Estadio Caliente, Tijuana        |                                  |
| |         | Reporte |            | Árbitro(s): Israel Perea Vázquez | Árbitro(s): Israel Perea Vázquez |
| Pese a empatar 0-0 en el marcador global, Tijuana avanza a semifinales por su mejor posición en la tabla |         |         |            |                                  |                                  |

| 25 de noviembre, 20:50 | Irapuato                | 2:0     | Veracruz | Estadio Sergio León Chávez, Irapuato |                                  |
|                        | González 5' · López 60' | Reporte |          | Árbitro(s): Leon Vicente Barajas     | Árbitro(s): Leon Vicente Barajas |

| | Veracruz                          | 3:1     | Irapuato   | Estadio Luis "Pirata" Fuente, Veracruz |                                  |
| | Leyva 8' · Bravo 69' · García 73' | Reporte | Valdés 57' | Árbitro(s): Antony Zampuaja Rojo       | Árbitro(s): Antony Zampuaja Rojo |
| Pese a empatar 3-3 en el marcador global, Veracruz avanza a semifinales por su mejor posición en la tabla |                                   |         |            |                                        |                                  |

### Final
| 1 de diciembre de 2010 | Veracruz | 0:2     | Tijuana                 | Estadio Luis "Pirata" Fuente, Veracruz                           |                                                                  |
|                        |          | Reporte | Gerk 36' · Gandolfi 38' | Asistencia: 30 000 espectadores Árbitro(s): Israel Perea Vazquez | Asistencia: 30 000 espectadores Árbitro(s): Israel Perea Vazquez |

| 4 de diciembre de 2010 | Tijuana      | 1:0 | Veracruz | Estadio Caliente, Tijuana                                         |                                                                   |
|                        | Enriquez 55' |     |          | Asistencia: 33,000 espectadores Árbitro(s): Antony Zanjuampa Rojo | Asistencia: 33,000 espectadores Árbitro(s): Antony Zanjuampa Rojo |
| Campeón Apertura 2010  |              |     |          |                                                                   |                                                                   |

|                   |
| 'Tijuana' Campeón |

## Tabla de Goleo Individual
| Jugador              | Jugador                        | Goles | Equipo                  |
| -------------------- | ------------------------------ | ----- | ----------------------- |
| Bandera de México    | Eder Pacheco                   | 13    | A. de Durango           |
| Bandera de México    | Miguel Ángel Zepeda            | 10    | Leones Negros           |
| Bandera de Argentina | Juan Manuel Sara               | 10    | Lobos de la BUAP        |
| Bandera de México    | Eduardo Lillingston            | 9     | Indios de Ciudad Juárez |
| Bandera de México    | Roberto Antonio Nurse Anguiano | 9     | Cruz Azul Hidalgo       |
| Bandera de Argentina | Juan Manuel Cavallo            | 9     | Albinegros de Orizaba   |

| Predecesor: Bicentenario 2010 | Liga de Ascenso de México Torneo Apertura 2010 Liga de Ascenso | Sucesor: Clausura 2011 |